# Domicjusz Domicjan
Domitius Domitianus (Lucius Domitius Domitianus) – rzymski uzurpator, wywołał powstanie przeciwko Dioklecjanowi w czerwcu/lipcu 297 (296?) roku w Egipcie. Zmarł w grudniu 297 roku.